# Úžice
Úžice es una localidad situada en el distrito de Kutná Hora, en la región de Bohemia Central, República Checa. Según el censo de 2021, tiene una población de 710 habitantes.
Está ubicada al este de la región y de Praga, a poca distancia de los ríos Elba y Sázava, y de la frontera con las regiones de Vysočina y Pardubice.